# Langtan
Langtan (čínsky v českém přepisu Lang-tchan, pchin-jinem Lángtǎn, znaky 郎坦; 1634–1695) byl mandžuský vojevůdce, generál korouhevních vojsk říše Čching.

## Život
Langtan, syn mandžuského generála Ubaje, se narodil roku 1634, pocházel z klanu Gûwalgiya, od třinácti let sloužil v tělesné stráži čchingského císaře Šun-č’a.
Roku 1649 se účastnil bojů proti povstaleckému generálovi Ťiang Siangovi v Ta-tchungu. Kvůli provinění svého otce přišel o hodnosti a tituly, ale po čase, roku 1652, byl opět povolán do služby. Stal se velitelem pluku v korouhevních vojskách a roku 1663 se podílel na potlačení povstání v Chu-peji. Po otcově smrti roku 1665 zdědil jeho titul vikomta 1. stupně. Roku 1678 vedl poselstvo do Koreje. Roku 1680 byl jmenován zástupcem velitele (副都統, fu-tu-tchung) mongolské bílé korouhve, po dvou letech (nebo po roce) byl ve stejné hodnosti převelen k mandžuské korouhvi.
Na přelomu let 1682/83 s Pengcunem pod záminkou lovu prozkoumal situaci v Albazinu, ruském městečku na Amuru, a okolí. Usoudil, že k jeho dobytí postačí 3 tisíce vojáků s 20 děly, s tím, že vojsko by mělo přijít po zemi, a zásoby dopravit po řece. Roku 1683 byl povýšen na velitele předvoje a poslán k ruce Sabsuovi, veliteli amurského regionu (Chej-lung-ťiangu). Roku 1685 byl důstojníkem ve štábu Pengcuna, velitele tažení do Albazinu. Po zničení Albazinu se vrátil do Mergenu. Rusové však téhož roku Albazin obnovili. Novému tažení do Albazinu roku 1686 velel Sabsu, Langtan sloužil jako jeho zástupce. Obléhání se táhlo do roku 1687, kdy se čchingská armáda stáhla a začala jednání končící Něrčinskou smlouvou (1689).
Roku 1688 byl jmenován velitelem (都統, tu-tchung) mongolské bílé korouhve. Následujícího roku se účastnil mírových jednání v Něrčinsku. Zakrátko byl přeložen k mandžuské bílé korouhvi, opět v hodnosti jejího velitele. Roku 1690 likvidoval bandity v Džeholu. Roku 1691 byl s generálskou hodností an-pej ťiang-ťün (安北將軍, „generál zklidňující sever“) pověřen velením v Ta-tchungu. Roku 1692 byl jmenován komorníkem císařské gardy, velitelem divize střelných zbraní a členem státní rady, následující rok s generálskou hodností čao-wu ťiang-ťün (昭武將軍, „generál skvělý válečník“) pověřen velením v Kan-čou (v provincii Kan-su) a roku 1694 přeložen do Ning-sia, s úkolem připravit útok na Džúngary.
Zemřel roku 1695 na inspekční cestě do Mukdenu.